# 豬仔出更
《豬仔出更》是1986年出品的一部香港電影，由黃華麒投資及執導，周海媚、麥潔文、馮偉林、李家聲、高飛、胡大為、郭錦雄、秦煌等演出，該電影於1986年1月11日起在麗聲院線上映。

## 製作概念
1980年代初至1980年代中，黃華麒每年均會投資拍攝一部電影，他與一些退休教官及現任警察朋友聊天時，發現有很多真實有趣的學警生活可以拍成電影，因此決定搜集更多真實資料製作電影，並借用軍營來拍攝片中的警察學堂操場和宿舍場景，同時亦以警署景實拍攝。這部電影定名為《豬仔出更》，「豬仔」是指警察學堂的學警，黃華麒認為起用一線演員拍戲成本高，沒有把握收回成本，而選用半紅不紫的演員，更是難保票房，因此決定起用新演員，他創作了《豬仔出更》的劇本，在未找到主演人選時，偶然看到電視劇《閉門一家親》，認為演員馮偉林有潛質，於是邀請其擔任主角。此外，黃華麒亦發掘一些當時尚未成為藝人的新人擔任臨時演員，例如黎明、林俊賢等。
以下是《豬仔出更》的幕後製作人員：
- 攝影：劉鴻泉
- 燈光：戚劍傑
- 剪接：胡大為
- 配樂：胡大為
- 製片：闕建昌
- 導演：黃華麒
- 副導演：黃佩華
- 編劇：胡大為、張炎光
- 監製：黃華麒

## 情節介紹
「豬仔」，是香港人對警校學員的稱呼。聰明英俊的麥繼香和溫柔美麗的烏珠珠前往警校受訓，麥繼香對烏珠珠一見鍾情，但男女學警界線分明，麥繼香唯有趁放假之際，追蹤到烏珠珠的居所。原來烏珠珠的父親正是麥繼香的教官烏蛟龍，麥繼香被教官罵得落荒而逃。一天，警校校長讓烏蛟龍帶領學警們試更出勤，烏蛟龍在麥繼香等學警的配合下，成功破獲一宗搶劫案。經過此次出更，烏蛟龍恢復了信心，亦諒解麥繼香對女兒烏珠珠的一片癡心，終於准許二人繼續來往。

## 主要角色
- 周海媚－烏珠珠（烏蛟龍之女，警校學生/後期被麥繼香感動而鍾情其）（配音：曾慶珏）
- 李家聲－麥繼香（警校學生/鍾情烏珠珠）（配音：林保全）
- 馮偉林－烏蛟龍（警校教練/烏珠珠之父/鍾情張幫辦/針對麥繼香）（配音：金貴）
- 麥潔文－張幫辦（警校教練/鍾情烏蛟龍）
- 胡大為－吳順超（警校學生）
- 郭錦雄－劉定堅（警校學生）
- 林俊賢－（警校學生）
- 郭政鴻（郭錦雄）－劉定堅（警校學生）
- 蘇楚南－戴寧樂（警校學生）（配音：黃志成）
- 傅欣瑜－Mary So（警校學生/外號：萬能蘇）
- 溫月茵－Cherry（警校學生/外號：擦子膠/橡皮擦）
- 高飛－劫匪首領（配音：張炳強）
- 陳國權－小黑（匪徒司機）（配音：盧雄）
- 秦煌－警車司機（配音：陳永信）
- 金彪－警校校長（配音：盧雄）
- 吳康寧－千手神拳（警校教練/校長心腹/烏蛟龍天敵）
- 冼灝英－查車訓練的假匪徒
- 阮令濤－大白鯊/大細超（小吃店伙計）
- 劉一帆－警校門口雪榚小販
- 西瓜刨－路邊公廁大號老伯
- 胡榮強－老鼠甘
- 林清－沙皮
- 陸尺三－千手神拳
- 顏力－教官
- 馬漢源－教官
- 歐陽鳳筠－女學警
- 陳智美－女學警
- 劉妙清－女學警

## 外部連結
- 香港影庫上《豬仔出更》的資料（繁體中文）
- 时光网上《豬仔出更》的資料（简体中文）
- 豆瓣电影上《豬仔出更》的資料 （简体中文）
- 互联网电影数据库（IMDb）上《豬仔出更》的资料（英文）